# Alexander von Beulwitz
Alexander Christian Karl von Beulwitz  (* 3. November 1783 in Erlbach; † 22. April 1854) war ein deutscher Unternehmer und königlich-preußischer Oberforstmeister.

## Leben
Er stammte aus dem katholischen Zweig der vogtländischen Linie des osterländischen Uradelsgeschlecht von Beulwitz und wurde im kursächsischen Erlbach geboren. Seine Eltern waren der sächsische Kammerherr Alexander August von Beulwitz (1751–1822) und dessen Ehefrau Christine Sophie Magdalene von Schönberg aus dem Haus Döhlen.
Obwohl von Geburt an ein Kursachse, trat er in den Dienst des Königs von Preußen und wurde Oberforstmeister. Als Besitzer der Hüttenwerke Mariahütte, Hubertushütte usw. wurde er als Ehrenritter in den Johanniterorden aufgenommen.
Er heiratete am 31. Januar 1826 in Trier Susanne Gottbill (1807–1871), die von dort stammte. In der Stadt an der Mosel starb er im 71. Lebensjahr. Das Paar hatte mehrere Kinder, die die väterlichen Hüttenwerke weiterführten:
- Christoph Carl (1827–1909) ⚭ 1853 Franziska Rautenstrauch (* 25. Oktober 1833; † 12. August 1915)
- Richard Karl (* 2. März 1834; † 29. Oktober 1902)

⚭ 1860 Gertha Mittweg (* 24. Januar 1837; † 29. August 1869)
⚭ 1872 Emma Warrand (* 4. August 1842; † 5. August 1905)